# 延安明氏
延安明氏（연안 명씨），是朝鮮半島明氏家族本貫，為中國元末明夏皇帝明升後裔，以明夏太祖明玉珍為始祖。

## 起源
1371年（洪武4年），明太祖滅明夏政權，隔年正月，流徙明升與其母彭氏至高麗。高麗恭愍王以延安、白川（皆位於今黃海南道）為明氏食邑，松都興國寺為其宅邸。明升娶坡平尹氏總郎尹熙王之女為妻，生儀、俔、俊、信四子，皆封大夫。
明升與李成桂來往甚密。李成桂建朝鮮王朝，登基時，其母彭皇后手織龍袍贈之，李成桂感其盛意，封明升為「華蜀君」，享忠勳世祿。明升後裔便於朝鮮半島落地生根。

## 延安明氏與西蜀明氏
日本佔領朝鮮半島時，分明氏為兩支，一為西蜀明氏，指本籍為四川，時居朝鮮半島的明氏族人；一為延安明氏，指明升後裔以延安郡為籍貫者。1973年韓國明氏族人組明氏大宗會，1986年合西蜀明氏與延安明氏為通譜，集為《明氏大同譜》，由明氏大宗會統管，朝鮮半島明氏後裔綿延如今約有六、七萬人。

## 溯源尋根
1993年，在韓明玉珍後裔，於京畿道坡州郡坡平面斗浦里建立「大夏太祖明玉珍皇帝景慕祠」，奉祀始祖明玉珍、二世祖明升、三世祖、四世祖牌位，並藏有《西蜀明氏細雲洞一家便覽》、《延安明氏家譜》、《明氏大同譜》等明氏族譜。並於三八線修築「望祭台」。
1982年明玉珍墓「睿陵」與「玄宮之碑」於中國四川重慶出土，而當時專家研究，中國明姓族人已無明玉珍嫡系後裔。韓國明氏族人聽聞明玉珍墓出土，開始前往中國尋根。1993年韓商明在律，為明玉珍24代孫，攜帶《西蜀明氏細雲洞一家便覽》至中國尋訪明氏遺跡，經比對家譜與「玄宮之碑」，確認延安明氏為明玉珍後裔。
1995年，明氏大宗會組團至重慶祭祖。2001年，則以明玉珍過世之日陽曆2月4日定為祭祖日。